# Рдзавка
Рдзавка (пол. Rdzawka (dopływ Poniczanki)) — річка в Польщі, у Новотарзькому повіті Малопольського воєводства. Ліва притока Понічанки, (басейн Балтійського моря).

## Опис
Довжина річки 5,59 км. Формується безіменними струмками.

## Розташування
Бере початок на південно-західних схилах гори Обідової (865,0 м). Спочатку тече на північний захід, далі на північний схід через село Рдзавку і у Пониці впадає у річку Понічанку, праву притоку Раби.